# Slunce, seno a pár facek
Slunce, seno a pár facek je pokračování velmi úspěšné československé filmové komedie z roku 1989 Zdeňka Trošky. Komedie byla opět situována do malé vesnice Hoštice, kde byla i natáčena.

## Děj
Blažena a Miluna se nemají příliš v lásce. Babička v posteli na kolečkách neustále tropí blbosti, aby si nemusela vzít medicínu od doktora Kroupy (Josef Stárek). Venca Konopník si chce vzít těhotnou Blaženu, ale Miluna to chce překazit. Po vsi se rozšíří fámy, které vydá do placu Miluna, rozpoutají mezi rodinami Konopníkových a Škopkových pořádnou bitvu. Fámy říkají, že Venca má dítě s Ing. Tejfarovou. Jednoho dne navštíví živočicháře Béďu Gábina Tejfarová. A problém ve vztahu živočicháře Bédi a účetní JZD Evičky nenechá na sebe dlouho čekat. Gábina narazí do faráře, který jel na kole. Odveze ho do vsi a zajede za Milunou. Ty fámy se dostanou až k uším Škopkové, které to řekne Keliška z fary. Škopková i Konopnice jdou do místní hospody, kde Maruška Škopková začne Miluně nadávat. A tak si Škopkovi a Konopníkovi vyřizují mezi svými dětmi tu záležitost. Maruš sežene napřed pro Blaženu tlustého Josefa a pak doktora Karla Kroupu. Při Blaženě stojí řídící Václavka Hubičková (Jiřina Jirásková) a Josef. Blažena požádá tlustého Josefa o službu. Josef jede do Bavorova pro výzdobu a Blažena má jet též. Jede také Venca a řídící Václavka. V Bavorově se provdá za Vencu. Když se vrátí domů, Blažena řekne, že si doktora nevezme. A Škopková začne řádit. Když se na svatbě Blaženy s doktorem strhne pořádná bitka, oddávající řekne, co se z oddacího listu dozvěděl a řídící Václavka to potvrdila. Řídící Václavka odchází spolu s doktorem, který dostal od Blaženy košem.

## Obsazení
| Helena Růžičková        | Mařena Škopková                    |
| Stanislav Tříska        | Vladimír Škopek                    |
| Valerie Kaplanová       | babička v posteli na kolečkách     |
| Martin Šotola           | malý Jirka Škopek                  |
| Veronika Kánská         | Blažena Škopková                   |
| Broněk Černý            | Venca Konopník                     |
| Marie Pilátová          | Konopnice                          |
| Václav Troška           | Konopník                           |
| Josef Stárek            | MUDr. Kája Kroupa                  |
| Jiřina Jirásková        | řídící učitelka Václavka Hubičková |
| Luděk Kopřiva           | farář Otík                         |
| Marie Švecová           | Keliška                            |
| Vlastimila Vlková       | Cecilka                            |
| Petra Pyšová            | Miluna                             |
| Kateřina Lojdová        | Ing. Gábina Tejfarová              |
| Jiří Lábus              | živočichář Béďa                    |
| Jaroslava Kretschmerová | Evička                             |
| Jiří Růžička            | tlustý Josef                       |
| Miroslav Zounar         | předseda JZD Josef Rádl            |
| Pavel Vondruška         | tajemník MNV Mošna                 |

## Citáty
„Co pořád vidíš na tom chlastu?“ (Škopková) - „Já ti to řeknu a ty začneš chlastat taky.“ (Škopek)
„Prosímvás, točí to televize, tak se učešte, máte-li hřeben!“ (Škopková)
„Už se perou, už se perou! Já to říkala od začátku, že si čumáky rozbijou!“ (babička na schodech)
„Inženýrka, to je něco. Auto má z Tuzexu, peněz jako šlupek!“ (Konopnice)
"...a když vy inženýrku, tak my.... To budete koukat." (Škopková)
"Ja vím, že můj starej stojí za hovno, ale je to můj muž." (Škopková)